# 파로토두스 베네데니

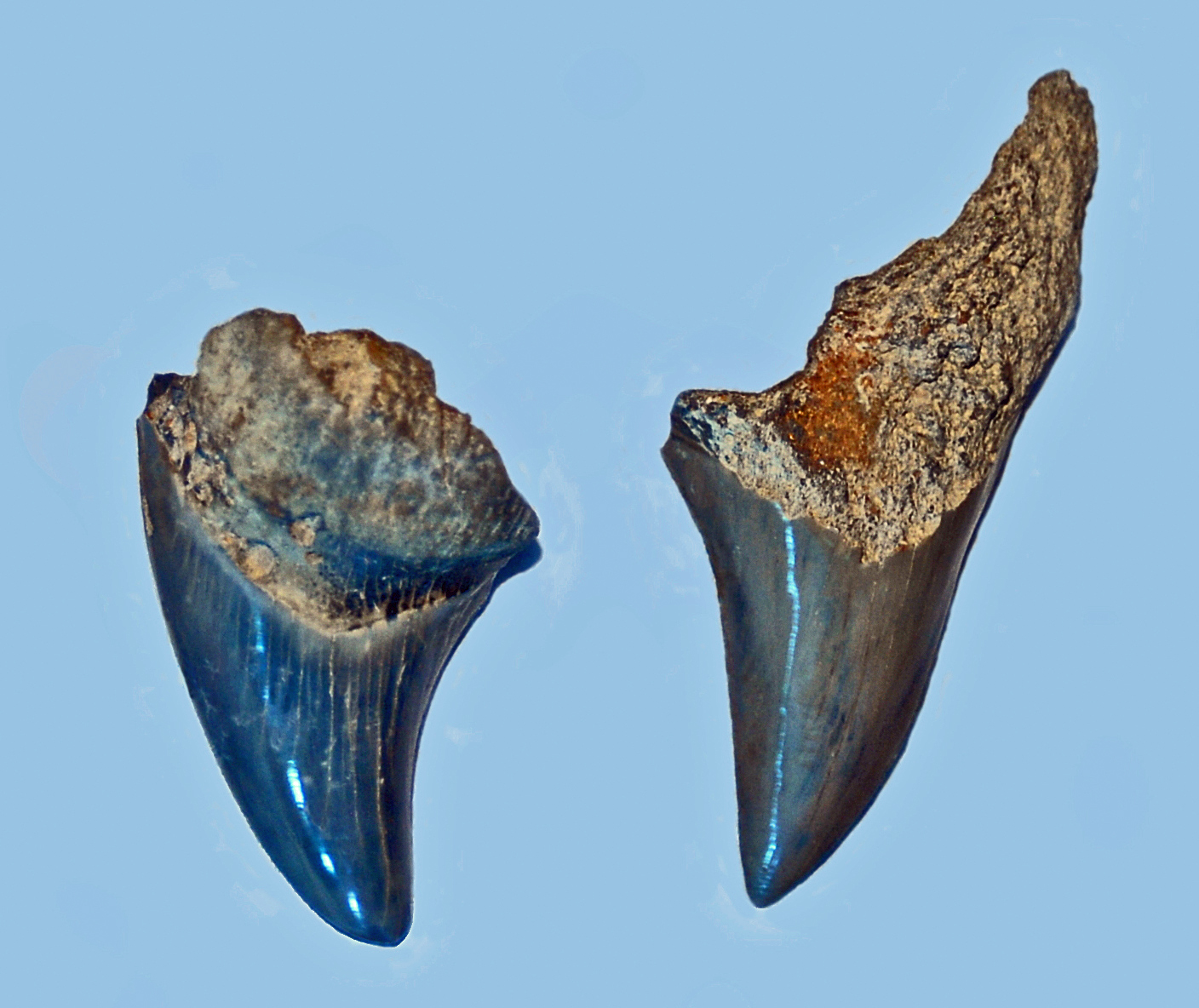

파로토두스 베네데니(학명:Parotodus benedeni)는 악상어목 악상어과에 속하는 물고기이다. 지금은 멸종된 상어로 몸길이가 9m인 대형상어에 속한다.

## 특징
파로토두스 베네데니는 몸길이가 거대하고 몸의 등쪽이 선명한 푸른색을 띄었던 어종으로서 현생의 청상아리와 밀접한 연관이 많은 종이다. 파로토두스 베네데니는 제1등지느러미와 가슴지느러미가 매우 크며 제2등지느러미와 배지느러미, 항문지느러미는 작았던 어종이다. 현생의 청상아리와 대체적으로 비슷한 특징을 가졌지만 청상아리와는 달리 이빨의 크기가 더 크고 안으로 더 휘어진 모습을 가진 차이점을 가진 어종이다. 당대에 살았던 메갈로돈과 함께 바다를 호령했던 포식자로서 먹이로는 당대에 서식했던 해양 포유류와 고래, 물고기, 두족류, 갑각류를 주로 섭이했을 어종으로 추정한다.

## 생존시기와 서식지와 화석의 발견
파로토두스 베네데니는 신생대의 에오세와 플리오세에 서식했던 어종으로 지금으로부터 약 5000만년전~100만년전짜지 생존했던 상어이다. 생존했을 당시에는 남아메리카, 북아메리카, 아시아에 이르는 태평양과 인도양에서 서식했던 어종으로 추정된다. 화석의 발견은 1998년에 미국에서 처음으로 발견이 되어 새로이 명명된 종이다.

## 같이 보기
- 악상어목
- 악상어과
- 화석